# ولینگسبوتل
ولینگسبوتل (به آلمانی: Hamburg-Wellingsbüttel) یک منطقهٔ مسکونی در آلمان است که در واندسبک واقع شده‌است. ولینگسبوتل ۹٬۸۷۴ نفر جمعیت دارد.